# Monumento a Nizami Ganjavi (Taškent)
Il monumento a Nizami Ganjavi è una statua ritraente il poeta medioevale persiano Neẓāmi-ye Ganjavī, situata a Taškent, la capitale dell'Uzbekistan. La scultura si trova davanti l'università pedagogica della città, che è intitolata proprio a Nizami, ed è situata presso un parco dedicato a Babur. L'autore del monumento è lo scultore usbeco Ilhom Žabbarov e l'architetto è Valerij Akopžanjan.

## Storia
Il monumento è stato inaugurato il 23 marzo 2004. Il presidente azero İlham Əliyev e il presidente usbeco Islom Karimov parteciparono alla cerimonia di inaugurazione del monumento.

## Descrizione
Il monumento consiste in un busto in granito di Neẓāmi-ye Ganjavī, vestito con un abito orientale e con un turbante sulla testa, mentre regge un libro nella mano sinistra e porta la destra sul petto. Il nome del poeta, la sua data di nascita e quella di morte sono scritti sul piedistallo in due lingue (azero e usbeco).